# Список парусных линейных кораблей Английского флота
Статья содержит полный список парусных линейных кораблей Королевского флота Англии с 1610 по 1830 гг., а также винтовых линейных кораблей периода 1852—1861 гг. Нет данных только по кораблям периода 1831—1852 гг.
В данном списке не указаны корабли, перестроенные из ранее построенных, хотя часто и имеющие иные, как правило, большие, размерения и большее количество пушек.
Подробнее о перестройках конкретного корабля можно узнать в статьях, посвящённых истории отдельных кораблей.
Для каждого корабля его (её) величества указано число пушек на момент ввода корабля в строй (в скобках) и год спуска корабля, а также сведения о перестройках корабля, дате и обстоятельствах вывода из строя:
в данном списке к кораблям первого ранга до 1650 г. отнесены корабли с более чем 60 пушками, с 1650 до 1685 гг. — с более чем 80 пушками, с 1685 до 1713 гг. — корабли с более чем 100 пушками;
к кораблям второго ранга до 1650 г. отнесены корабли с 40—58 пушками, с 1650 до 1685 гг. — корабли от 66 до 74 пушек, с 1685 до 1713 г. — корабли от 90 до 98 пушек.;
к кораблям третьего ранга до 1650 г. отнесены корабли от 30 до 38 пушек, с 1650 до 1685 г. — корабли от 50 до 62 пушек, с 1685 по 1713 гг. — корабли от 60 (с 1697 г. от 66) до 80 пушек;
к кораблям четвёртого ранга с 1650 по 1689 гг. отнесены корабли от 38 до 48 пушек, с 1685 по 1713 гг. — корабли от 44 до 60 (с 1697 г. до 64) пушек.
На 16 окт. 2008 г. ссылки на статьи, посвящённые отдельным боевым кораблям, за отсутствием таковых в русском разделе Википедии, ведут на статьи Английской Википедии (где есть). В остальных случаях ссылки указывают на стаб. В будущем, по мере создания таких же статей на русском языке, ссылки будут вести на них.

## Линейные корабли первой половины 17 века (1610—1648)

### Корабли 1-го ранга
В этот список не входят галеоны английского флота, состоявшие в составе флота, либо перестроенные в течение царствования Якова I и Карла I Стюартов.
- HMS Prince Royal (1610) (русск. «Принс Ройял») (58), 1610 г. Перестраивался в 1641 и 1663 годах. В 1650—1660 назывался Resolution
- HMS Constant Reformation (русск. «Непрерывная Реформация») (42), 1619
- HMS Victory (1620)[англ.], (42), 1620 (русск. «Победа»)
- HMS St. George (1622)[англ.], (русск. «Святой Георг») (42), 1622
- HMS St. Andrew (1622)[англ.], (русск. «Святой Андрей») (42), 1622
- HMS Charles (1632)[англ.] (русск. «Чарльз» или «Карл») (44), 1632
- HMS Henrietta Maria[англ.] (русск. «Генриетта Мария») (42), 1632
- HMS James (1634)[англ.] (русск. «Джеймс» ) (48), 1633
- HMS Unicorn (1634)[англ.] (русск. «Единорог») (46), 1633
- HMS Sovereign of the Seas (1637) (русск. «Повелитель морей») (102), 1637 г. Неоднократно перестраивался.

### Корабли 2-го ранга
- HMS Triumph (1623)[англ.] (русск. «Триумф») (42), 1623
- HMS Swiftsure (1621)[англ.], (русск. «Решительный») (42), 1621

### Корабли 3-го ранга
- HMS Convertive (1616)[англ.] (русск. «Обратимый») (30), 1616
- HMS Happy Entrance (1619)[англ.] (русск. «Счастливое присоединение») (32), 1619
- HMS Garland (1620)[англ.] (русск. «Венок», или «Гирлянда») (34), 1620
- HMS Mercury (1620)[англ.] (русск. «Меркурий») (?), 1620
- HMS Spy (1620)[англ.] (русск. «Шпион») (?) , 1620
- HMS Bonaventure (1621)[англ.] (русск. «Хорошее начинание») (34), 1621
- HMS Mary Rose (1623)[англ.] (русск. «Мэри Роуз») (26), 1623
- HMS Leopard (1634)[англ.] (русск. «Леопард») (34), 1634
- HMS Swallow (1634)[англ.] (русск. «Ласточка») (34), 1634
- HMS Expedition (1637)[англ.] (русск. «Экспедиция») (30), 1637
- HMS Providence (1637)[англ.] (русск. «Провидение» или «Предусмотрительность») (30), 1637
- HMS Satisfaction (1646) (русск. «Удовлетворение») (26), 1646
- HMS Adventure (1646)[англ.](русск. «Приключение» или «Предприятие») (38), 1646
- HMS Nonsuch (1646)[англ.] (русск. «Несравненный») (34), 1646
- HMS Assurance (1646)[англ.] (русск. «Уверенность») (32), 1646
- HMS Constance Warwick (1646)[англ.] (русск. «Констанс Уорик») (34), 1646
- HMS Phoenix (1647)[англ.] (русск. «Феникс») (38), 1647
- HMS Dragon (1647)[англ.] (русск. «Дракон») (38), 1647
- HMS Tyger или Tiger[англ.] (русск. «Тигр») (38), 1647
- HMS Elisabeth (1647)[англ.] (русск. «Элизабет» или «Елизавета») (38), 1647

## Линейные корабли 1649—1674 гг

### Линейные корабли 1 ранга
- HMS Royal Charles (1655)[англ.], (80), 1655. Переименован в Royal Charles, 1660 г., захвачен голландцами в 1667 г.
- HMS Royal Prince (1663)[англ.], (92), (Перестроен, 1663). Захвачен и сожжён голландцами.
- HMS Royal Oak (1664), (76), 1664. Сожжён голландцами в 1667 г.
- HMS Loyal London (1666)[англ.], (80), 1666. Сожжён голландцами в 1667 г..
- HMS Charles (1668)[англ.], (96), 1668. Переименован в St George, 1687. Переклассифицирован в корабль 2 ранга в 1691 г., перестроен в 1701 г. Разобран в 1774.
- HMS Сент-Эндрю (1670 г.), (90), 1669. Переклассифицирован в корабль 1 ранга (1692), перестроен и переименован в Marlborough (1706), понижен до 3 ранга в 1756, затонул в 1762.
- HMS Prince (1670), (100), 1670. — Восстановлен и переименован в Royal William в 1692 г., перестроен в 1719 г.
- HMS Royal James (1671), (100), 1671 г. Сожжён в сражении в 1672 г..
- HMS Royal Charles (1673), (100), 1673. Восстановлен и переименован в Queen в 1693 г., перестроен и переименован в Royal George в 1715 г.
- HMS Royal James (1675)[англ.], (100), 1675. Переименован в Victory в 1691 г., в Royal George в 1714 г., снова в Victory в 1715 г. Сгорел в результате несчастного случая в 1721 г.

### Линейные корабли 2 ранга
- HMS Richard (1658)[англ.], (70), 1658. Переименован в Royal James (1660) сожжён в 1667 г.
- HMS Dunbar (1656)[англ.], Henry (1660), (64), 1656. Перевооружён в 82-пушечный, сожжён в результате несчастного случая в 1682 г.
- HMS London (1654)[англ.], (64), 1654. Взорвался и затонул в результате несчастного случая в 1665 г.
- HMS Royal Katherine (1664)[англ.], (76), 1664 г. Перестроен в 1702 г.
- House de Swyte (1665), (70) Голландский приз.
- HMS Victory (1666)[англ.], (76), Перестроен в 1666.
- HMS Defiance (1666)[англ.], (66) Разрушен во время пожара в Чатеме 6. 12. 1668 г.
- HMS Rupert (1666)[англ.], (66) Разобран в 1769 г.
- French Ruby (1666), (66), (1666 г.) приз Le Rubis, захвачен у французов, разоружён (1682), разобран в 1685 г.
- HMS Cambridge (1666)[англ.], (70) Разбился в 1694 г.
- HMS Warspite (1666)[англ.], (70) Перестроен в 1702, Разобран в 1771 г.
- HMS Monmouth (1667)[англ.], (66)
- HMS Resolution (1667)[англ.], (68/70) Разбился в 1703 г. в Великий шторм.
- HMS Edgar (1668)[англ.]
- HMS Harwich (1674)[англ.], (70)
- HMS Royal Oak (1674)[англ.]

### Линейные корабли 3 ранга
- HMS Antelope (1651)[англ.] (русск. «Антилопа»), 56 пушек, 1651. Разбился в 1652 г.
- HMS Fairfax (1650)[англ.] (русск. «Фейрфакс»), 52 пушки, 1650). Сожжён в 1653 г..
- HMS Speaker (1650)[англ.] (русск. «Спикер»), 50 пушек, 1650. Переименован в Mary
- HMS Plymouth (1653)[англ.] (русск. «Плимут»), 52/54 пушки.
- HMS Fairfax (1653)[англ.], 52 пушки. Разбился в 1682 г.
- HMS Essex (1653)[англ.], 48/60 пушек. Захвачен голландцами 4. 6. 1666 г.
- HMS Lime (1654)[англ.], 52 пушки. Переименован в HMS Montague (1660). Разобран в 1749 г.
- HMS Marston moor (1654)[англ.], 52 пушки. Переименован в HMS York (1660). Разбился в 1703 г.
- HMS Newberry (1654)[англ.], 52 пушки. Переименован в HMS Revenge (1660). Признан негодным в 1678 г. и впоследствии разобран.
- HMS Torrington (1654)[англ.], 52 пушки. Переименован в HMS Dreadnought (1660). Потерян в 1690 г.
- HMS Gloucester (1654)[англ.], 50 пушек. Разбился в 1682 г.
- HMS Langport (1654)[англ.], 50 пушек. Переименован в HMS Henrietta (1660). Разбился в 1689 г.
- HMS Tredagh (1654)[англ.], 50 пушек.
- HMS Bridgewater (1654)[англ.], 52 пушки. Сожжён в результате несчастного случая в 1673 г.
- HMS Monck (1659)[англ.], 52 пушек. Разбился в 1720 г.
- HMS Greenwich (1666)[англ.], 54 пушки, 1666. Перестроен в 1699 г.
- HMS St David (1667)[англ.], 54 пушки, 1667. Затоплен в Портсмуте в 1690 г., поднят и продан в 1713 г.
- HMS Oxford (1674)[англ.], 54 пушки, 1674. Перестроен в 1702 г.

- HMS Golden Phoenix (1665), 60 пушек. Голландский приз.
- HMS Helverston (1665), 60 пушек. Голландский приз.
- HMS Slothany (1665), 60 пушек. Голландский приз.
- HMS Charles V (1665), 52 пушек. Голландский приз.
- HMS Clove Tree (1665), 62 пушки. Голландский приз.
- HMS Guilder de Ruiter, 50 пушек. Голландский приз.
- HMS Maria sancta, 50 пушек. Голландский приз.
- HMS Mars (1665), 50 пушек. Голландский приз.
- HMS Seven oaks (1665), 50 пушек. Голландский приз.
- HMS West Frisland (1665), 54 пушки. Голландский приз.
- HMS Arms of Rotterdam (1673), 60 пушек. Голландский приз.
- HMS Arm of Terver (1673), 52 пушки. Голландский приз.

### Линейные корабли 4 ранга
- HMS Bonaventure (1650)[англ.] or Great president, (42), 1649. Переименован в Bonaventure (1660)
- HMS Advice (1650)[англ.], (40), 1650
- HMS Assistance (1650)[англ.], (40), 1650
- HMS Centurion (1650)[англ.], (40), 1650
- HMS Foresight (1650)[англ.], (40), 1650
- HMS Reserve (1650)[англ.], (40), 1650
- Pelican (1650)[англ.], (38), 1650
- HMS Portsmouth (1650)[англ.], (38), 1650. Взорвался в 1689 г.
- Laurel (1651)[англ.], (34), 1651. Перевооружён в 46-пушечный, разбился в 1657 г.
- HMS Sapphire (1651)[англ.], (34),1651. Разбился в 1671 г.
- HMS Bristol (1653)[англ.], (38/40), 1653. Перевооружён в 44-пушечный.
- HMS Ruby (1652)[англ.], (40), 1651. Захвачен французами в (сражении при мысе Лизард) 1707 г.
- HMS Diamond (1652)[англ.], (40), 1651. Захвачен французами в 1693 г.
- HMS Kentish, (40), 1652. Переименован в Kent (1660). Разбился в 1672 г.
- Sussex (1652)[англ.], (38/40), 1652. Перевооружён в 46-пушечный, взорвался в 1653 г.
- HMS Portland (1653)[англ.], (40), 1653. Сожжён, чтобы предотвратить захват в 1692 г.
- HMS Hampshire (1653)[англ.], (38), 1653. Перевооружён в 46-пушечный.
- HMS Swallow (1653)[англ.], (38/40), 1653. Переименован в Swallow (1660) разбился в 1692 г.
- HMS Antelope (1653)[англ.], (40), 1653. Переименован в Antelope (1660) продан в 1693 г.
- HMS Dover (1654)[англ.], (40), 1650
- HMS Breda (1654)[англ.], (38/40), 1654 г. Переименован в Bredah (1660) разбился в 1666 г.
- HMS Jersey (1654)[англ.], (38/40), 1654. Захвачен французами в 1691 г.
- HMS Mary Rose (1654)[англ.], (40/48), 1654. Переименован в Mary Rose (1660), захвачен французами в 1691 г.
- HMS Crown (1654)[англ.], (40), 1654. Переименован в Crown (1660), перевооружён в 48-пушечный.
- HMS Dover (1654)[англ.], (40), 1654. Перевооружён в 48-пушечный.
- HMS Newcastle (1653)[англ.], (44), 1653. Разбился в 1703 г.
- HMS Yarmouth (1653)[англ.], (44), 1653. Выведен из состава флота в 1680 г.
- HMS Happy Return (1654)[англ.], (44), 1654. Переименован в Happy Return (1660), захвачен французами в 1691 г.
- HMS Leopard (1659)[англ.], (44), 1659. Затоплен в 1699 г.
- HMS Princess (1661)[англ.], (44), 1660. Выведен из состава флота, 1680 г.
- HMS Saint Patrick[англ.], (48), 1666. Захвачен голландцами в 1667 г.
- HMS Nonsuch (1668), (46). Перестроен в 42-пушечный, 1669, в 32-пушечный, 1691, захвачен французами в 1695 г.

## Линейные корабли 1675—1688 гг

### Линейные корабли 1 ранга
- HMS Britannia (1682), 100 пушек, 1682.

### Линейные корабли 2 ранга
- HMS Vanguard (1678)[англ.], 90 пушек, 1678. Разбился в Великий шторм.
- HMS Windsor Castle (1678)[англ.], 90 пушек, 1678. Разбился в 1693 г.
- HMS Duchess (1679)[англ.], 90 пушек, 1679. Переименован в Princess Anne (1701) в Windsor Castle (1702) в Blenheim (1706).
- HMS Sandwich (1679)[англ.], 90 пушек, 1679.
- HMS Albemarle (1680)[англ.], 90 пушек, 1680. Переименован в Union (1709).

- HMS Duke (1682)[англ.], 90 пушек, 1682. Переименован в Prince George (1701).
- HMS Ossory (1682)[англ.], 90 пушек, 1682. Переименован в Prince (1705)
- HMS Neptune (1683), 90 пушек, 1683.
- HMS Coronation (1685)[англ.], 90 пушек, 1685. Разбился в 1691 г.

### Линейные корабли 3 ранга
- HMS Defiance (1675)[англ.], 64 пушки.
- HMS Anne (1678)[англ.], 70 пушек.
- HMS Captain (1678)[англ.], 70 пушек.
- HMS Hampton Court (1678)[англ.], 70 пушек.
- HMS Hope (1678)[англ.], 70 пушек.
- HMS Lenox (1678)[англ.], 70 пушек.
- HMS Restoration (1678)[англ.], 70 пушек.
- HMS Berwick (1679)[англ.], 70 пушек.
- HMS Bredah (1679)[англ.], 70 пушек.
- HMS Burford (1679)[англ.], 70 пушек.
- HMS Eagle (1679)[англ.], 70 пушек.
- HMS Elizabeth (1679)[англ.], 70 пушек.
- HMS Essex (1679)[англ.], 70 пушек.
- HMS Expedition (1679), 70 пушек.
- HMS Grafton (1679)[англ.], 70 пушек.
- HMS Kent (1679)[англ.], 70 пушек.
- HMS Northumberland (1679)[англ.], 70 пушек.
- HMS Pendennis (1679)[англ.], 70 пушек.
- HMS Stirling Castle (1679)[англ.], 70 пушек.
- HMS Exeter (1680), 70 пушек. В 1691 пострадал от взрыва, превращён в блокшив. Разобран в 1717 г.
- HMS Suffolk (1680)[англ.], 70 пушек.

### Линейные корабли 4 ранга
- HMS Kingfisher, 46 пушек. Перестроен в 1699 г., с 1706 года блокшив. Разобран в 1728 году.
- HMS Woolwich (1675)[англ.], 54 пушки. Перестроен в 1702 г.
- HMS Mordaunt (1681)[англ.], 46 пушек. Построен как частный корабль и приобретён в 1683 г.. Разбился в 1693 г.
- HMS Deptford (1687)[англ.], 50 пушек.
- HMS St Albans (1687)[англ.], 50 пушек. Разбился в 1693 г.
- HMS Sedgemoor (1687), 50 пушек. Разбился в 1689 г.

## Линейные корабли 1689—1713 гг

### Линейные корабли 1 ранга
- HMS Royal Sovereign (1701), 100 пушек. Разобран в 1768 г.

### Линейные корабли 2 ранга
- HMS Barfleur (1697)[англ.], 90 пушек. Перестроен в 1716 г. в 80-пушечный корабль. Блокшив в 1764 г., разобран в 1783 г.
- HMS Association (1697)[англ.], 90 пушек. Разбился в 1707 г.
- HMS Namur (1697)[англ.], 90 пушек. Перестраивался в 1729 г.
- HMS Triumph (1698)[англ.], 90 пушек . Переименован в Prince (1714), перестроен в 1750 г.

### Линейные корабли 3 ранга

#### 80-пушечные двухдечные
- HMS Devonshire (1692)[англ.], 80 — взорвался в Сражении при м. Лизард в 1707 г.[3]
- HMS Cornwall (1692)[англ.], 80[3]
- HMS Boyne (1692)[англ.], 80 — разобран в 1763 г.[3]
- HMS Russell (1692)[англ.], 80[3]
- HMS Norfolk (1693)[англ.], 80[3]
- HMS Humber (1693)[англ.], 80[3]
- HMS Sussex (1693), 80 — разбился в 1694 г.[3]
- HMS Torbay (1693)[англ.], 80[3]
- HMS Lancaster (1694)[англ.], 80[3]
- HMS Dorsetshire (1694)[англ.], 80[3]
- HMS Cambridge (1695)[англ.], 80[3]
- HMS Chichester (1695)[англ.], 80[3]
- HMS Newark (1695)[англ.], 80[3]

#### 80-пушечные трехдечные[4]
- HMS Shrewsbury (1695)[англ.], 80[3]
- HMS Cumberland (1695)[англ.], 80 — захвачен французами в Сражении при м. Лизард в 1707 г. Отошёл Генуе в 1715, Испании в 1717 как Principe de Asturias (70), захвачен англичанами в бою при мысе Пассаро в 1718, передан Австрии в 1720 как San Carlos, разобран в 1733[3]
- HMS Ranelagh (1697)[англ.], 80 — переименован в Princess Caroline в 1728 г.[3]
- HMS Somerset (1698)[англ.], 80 — разобран в 1740 г.[3]

### Уложение 1706 года
- HMS Cumberland (1710)[англ.] 80 (1710) — разобран в 1731, перестроен в 1739 г.
- HMS Devonshire (1710)[англ.] 80 (1710) — блокшив в 1740, продан в 1760 г.

#### 70-пушечные
- Bredah, 70 — разобран 1730[3]
- Ipswich, 70 — разобран 1727, перестроен[3]
- Yarmouth, 70 — разобран 1707 и перестроен 1707—09; разоружён 1740, продан или разобран 1769[3]
- Bedford, 70 (1698) — перестроен 1741
- Orford, 70 (1698) — перестроен 1712
- Nassau, 70 (1699) — разбился 1706
- Revenge, 70 (1699) — переименован в Buckingham 1711, блокшив 1727, затоплен в качестве фундамента 1745
- Northumberland, 70 (1705) — перестроен 1721
- Stirling Castle, 70 (1705) — перестроен 1723
- Resolution, 70 (1705) — выбросился на берег 1707
- Nassau, 70 — перестроен в 1740 г.
- Elizabeth, 70 — (1706) — перестроен в 1737 г.
- Restoration, 70 (1706) — разбился в 1711 г.
- Resolution, 70 (1708) — разбился в 1711 г.
- Captain, 70 (1708) — перестроен в 1722 г.
- Grafton, 70 (1709) — перестроен в 1725 г.
- Hampton Court, 70 (1709) — перестроен в 1744 г.
- Edgar, 70 (1709) — сгорел 1711
- Yarmouth, 70 , (1709) — разоружён 1740
- Orford, 70 (1713) — перестроен 1727
- Royal Oak, 70 (1713) — перестроен 1741
- Expedition, 70 (1714) — переименован в Prince Frederick 1715, перестроен 1740
- Monmouth, 70 (1718) — перестроен 1742
- Revenge, 70 (1718) — перестроен 1742
- Suffolk, 70 (1718) — перестроен 1739

#### 64-пушечные
- Dreadnought, 64 (1691) — понижен до 4 ранга 1697, перестроен 1706

#### 60-пушечные
- Medway, 60 (1693)[3]
- Carlisle, 60 (1693) — разбился 1696[3]
- Winchester, 60 (1693) — затонул 1695[3]
- Canterbury, 60 (1693)[3]
- Sunderland 60 (1694) — затоплен 1737[3]
- Pembroke, 60 (1694) — захвачен 1709[3]
- Gloucester, 60 (1695) — разобран 1731[3]
- Windsor, 60 (1695)[3]
- Kingston, 60 (1697)[3]
- Exeter, 60 (1697)[3]

### Линейные корабли 4 ранга
- Заказаны 1690-92 (123-футовые)
  - Chatham, 50 (1691) — разобран 1718, перестроен
  - Centurion, 50 (1691) — разобран 1728, перестроен
  - Chester, 50 (1691) — захвачен французами в Сражении при м. Лизард, 1707
  - Norwich, 50 (1691) — разбился 1692
  - Weymouth, 50 (1693) — разобран 1717, перестроен
  - Falmouth, 50 (1693) — захвачен французами 1704
  - Rochester, 50 (1693) — разобран 1714, перестроен
  - Portland, 50 (1693) — разобран 1719, перестроен
  - Southampton, 50 (1693) — разобран 1699, перестроен
  - Norwich, 50 (1693) — разобран 1712, перестроен
  - Dartmouth, 50 (1693) — захвачен французами 1695, отбит 1702, переименован Vigo, разбился 1703
  - Anglesea, 50 (1694) — разобран 1719
- Заказаны 1693 (130-футовые)
  - Colchester, 50 (1694) — разбился 1704
  - Romney, 50 (1695) — разбился 1707
  - Lichfield, 50 (1695) — разобран 1720, перестроен
  - Lincoln, 50 (1695) — затонул 1703
  - Coventry, 50 (1695) — захвачен французами 1704, отбит 1709
  - Severn, 50 (1695) — разобран 1734, перестроен
  - Burlington, 50 (1695) — разобран 1733
- Заказаны 1694 (130-футовые)
  - Harwich, 50 (1695) — разбился 1700
  - Pendennis, 50 (1695) — захвачен французами 1705
- Заказаны 1695 (130-футовые)
  - Blackwall, 50 (1696) — захвачен французами 1705
  - Guernsey, 50 (1696) — разобран 1716, перестроен
  - Nonsuch, 50 (1696) — разобран 1716, перестроен
  - Warwick, 50 (1696) — разобран 1709, перестроен
  - Hampshire, 50 (1698) — разобран 1739
  - Winchester, 50 (1698) — разобран 1716, перестроен
  - Salisbury, 50 (1698) — захвачен французами 1703, отбит 1708, переименован Salisbury Prize, переименован Preston 1716, разобран 1739, перестроен
  - Worcester, 50 (1698) — разобран 1713, перестроен
  - Dartmouth, 42 (1698) — разобран 1714, перестроен
  - Jersey, 50 (1698) — разоружён 1731, затонул 1763
  - Carlisle, 50 (1698) — взорвался 1700
  - Tilbury, 50 (1699) — разобран 1726, перестроен
- Другие 
  - Falkland, 50 (ок. 1690) — построен голландцами в Ньюкасл, Новая Англия, закуплен 1696, перестроен 1702

## Линейные корабли 1714—1750 гг[5]
Включая уложение 1745 года

### Линейные корабли 1 ранга, 100-пушечные
- Royal Sovereign, 100 — полностью перестроенный Royal Sovereign (1701). Повоторно спущен 1728, разобран 1768
- Victory, 100 (1737) — разбился 1744
- Royal George, 100 (1756) — затонул 1782
- Britannia, 100 (1762) — переименован Princess Royal 1810, St George 1812, Barfleur 1819, разобран 1825

### Линейные корабли 2 ранга, 90-пушечные
- Prince George, 90 (1723) — сгорел в результате несчастного случая 1768
- Union, 90 (1726) — разобран 1749
- Namur, 90 (1729) — понижен до 74-пушечного 1745, разбился 1749
- Neptune, 90 (1730) — переименован в Torbay, понижен до 74-пушечного 1750, продан 1784
- Marlborough, 90 (1732) — понижен до 68-пушечного 1752, затонул 1762
- Duke, 90 (1739) — разобран 1769
- St George, 90 (1740) — разобран 1774
- Ramillies, 90 (1749) — разбился 1760
- Prince, 90 (1750) — разобран 1750
- Namur, 90 (1755) — понижен до 74-пушечного в 1805, рейдовая служба 1807, разобран 1833
- Union, 90 (1756) — госпитальное судно 1799, разобран 1816
- Neptune, 90 (1756) — разоружён 1799, разобран 1816

### Линейные корабли 3 ранга, 80-пушечные
- Lancaster, 80 (1722) — перестроен 1749
- Princess Amelia, 80 (1723) — бывший Humber, разобран 1752
- Cornwall, 80 (1726) — разобран 1761
- Norfolk, 80 (1728) — переименован Princess Amelia 1755, разобран 1757
- Somerset, 80 (1731) — разобран 1746
- Princess Caroline, 80 (1731) — бывший Ranelagh, разобран 1764
- Russell, 80 (1735) — затоплен в качестве брекватера 1762
- Boyne, 80 (1739) — разобран 1763
- Cumberland, 80 (1739) — понижен до 66-пушечного 1747, затонул 1760
- Newark, 80 (1747) — разобран 1787
- Devonshire, 80 (1745) — срезан и понижен до 74-пушечного 1747, немедленно снова понижен до 66-пушечного, разобран 1772[6]
- Lancaster, 80 (1749) — достроен как 66-пушечный, разобран 1773.
- Culloden, 80 (1744) — перезаказан и достроен как 74-пушечный, продан 1770.
- Somerset 80 (-) — перезаказан как 66-пушечный, но отменён 1748.
- Princess Amelia, 80 (1757) — одолжен таможне 1788, продан 1818
- Cambridge, 80 (1755) — рейдовая служба 1793, разобран 1808

### Линейные корабли 3 ранга, 70-пушечные
- Edinburgh, 70 (1721) — бывший Warspite, перестроен 1744
- Northumberland, 70 (1721) — перестроен 1743
- Burford, 70 (1722) — разобран 1752
- Captain, 70 (1722) — блокшив 1739, разобран 1762
- Stirling Castle, 70 (1723) — блокшив 1739, разобран 1771
- Berwick, 70 (1723) — блокшив 1743, разобран 1763
- Lenox, 70 (1723) — затоплен в качестве брекватера 1756
- Kent, 70 (1724) — разобран 1744
- Grafton, 70 (1725) — разобран 1744
- Ipswich, 70 (1730) — блокшив 1757, разобран 1764
- Buckingham, 70 (1731) — разобран 1745
- Prince of Orange, 70 (1734) — понижен до 60-пушечного 1748, разоружён 1772, продан 1810
- Elizabeth, 70 (1737) — разобран 1766
- Suffolk, 70 (1739) — разобран 1765
- Essex, 70 (1740) — разбился 1759
- Nassau, 70 (1740) — продан 1770
- Prince Frederick, 70 (1740) — продан 1784
- Bedford, 70 (1741) — блокшив 1767, продан 1787
- Royal Oak, 70 (1741) — блокшив 1757, разобран 1763
- Stirling Castle, 70 (1742) — потерян 1762
- Monmouth, 70 (1742) — разобран 1767
- Revenge, 70 (1742) — продан 1787
- Captain, 70 (1743) — понижен до 64-пушечного 1760, грузовой транспорт 1777, разобран 1783
- Berwick, 70 (1743) — разобран 1760
- Vanguard, 70 (1748) — продан 1774
- Somerset, 70 (1748) — разбился 1778
- Orford, 70 (1749) — рейдовая служба 1777, затоплен в качестве брекватера 1783
- Grafton, 70 (1750) — продан 1767
- Swiftsure, 70 (1750) — продан 1773
- Northumberland, 70 (1750) — переименован Leviathan , грузовой транспорт 1777, затонул 1779
- Buckingham, 70 (1751) — переименован Grampus, грузовой транспорт 1771, потерян 1778
- Chichester, 70 (1753) — разобран 1803

- тип Burford,
- Burford, 70 (1757) — продан 1785
- Dorsetshire, 70 (1757) — разобран 1775
- Boyne, 70 (1766) — разобран 1783

### Линейные корабли 3 ранга, 64-пушечные
- Northumberland, 66 (1743) — захвачен 1774
- Edinburgh, 66 (1744) — разобран 1771
- Hampton Court, 66 (1744) — разобран 1774
- Kent, 64 (1746) — блокшив 1760
- Yarmouth, 64 (1748) — понижен до 60-пушечного 1781, разобран 1811

- тип Temple , копия Vanguard
- Temple, 68 (1758) — потоплен 1762
- Conqueror, 68 (1758) — разбился 1760

### Линейные корабли 4 ранга, 60-пушечные
- Canterbury, 60 (1722) — перестроен 1744
- Plymouth, 60 (1722) — разобран 1764
- Sunderland, 60 (1724) — перестроен 1744
- Windsor, 60 (1729) — перестроен 1745
- Deptford, 60 (1732) — понижен до 50-пушечного 1752, продан 1767
- Swallow, 60 (1732) — разобран 1742
- Tilbury, 60 (1733) — сгорел 1742
- Warwick, 60 (1733) — захвачен 1756
- Pembroke, 60 (1733) — разбился 1749
- Dunkirk, 60 (1734) — разбился 1749
- Centurion, 60 (1732) — корабль адмирала Ансона, в кругосветном плавании, понижен до 50-пушечного 1744, разобран 1769
- Rippon, 60 (1735) — разобран 1751
- Weymouth, 60 (1734) — разбился 1745
- HMS Strafford (1735) 60 (1735) — затоплен в качестве брекватера 1756
- Worcester, 60 (1735) — разобран 1765
- Augusta, 60 (1736) — разобран 1765
- Dragon, 60 (1736) — затоплен в качестве брекватера 1757
- Jersey, 60 (1736) — госпитальное судно 1771, брошен 1783
- Superb, 60 (1736) — разобран 1757
- Lion, 60 (1738) — продан 1765
- Kingston, 60 (1740) — продан 1762
- Rupert, 60 (1740) — перестроен из Rupert 1713 года, по новому проекту, разобран 1769
- Dreadnought, 60 (1742) — продан 1784
- Medway, 60 (1740) — разобран 1749
- Princess Mary, 60 (1742) — продан 1762
- Exeter, 60 (1744) — разобран 1763
- Nottingham, 60 (1745) — затоплен в качестве брекватера 1773
- St Albans, 60 (1747) — продан 1765
- Anson, 60 (1747) — продан 1773
- Tiger, 60 (1747) — блокшив 1760, продан 1765
- Weymouth, 60 (1752) — разобран 1772
- York, 60 (1753) — разобран 1772
- Medway, 60 (1755) — казарма новобранцев 1787, разобран 1811
- Dunkirk, 60 (1754) — рейдовая служба 1778, продан 1792
- Achilles, 60 (1757) — блокшив 1778[7]
- America, 60 (1757) — разобран 1771[7]
- Montagu, 60 (1757) — затоплен в качестве брекватера 1774
- Pembroke, 60 (1757) — блокшив 1776, разобран 1793
- Rippon, 60 (1758) — рейдовая служба 1801, разобран 1808

### Линейные корабли 4 ранга, 58-пушечные
- Princess Louisa, 58 (1744) — разобран 1766
- Defiance, 58 (1744) — продан 1766
- Canterbury, 58 (1744) — рейдовая служба 1761, разобран 1770
- Sunderland, 58 (1745) — затонул 1761
- Tilbury, 58 (1745) — затонул 1757
- Eagle, 58 (1745) — продан 1767
- Windsor, 58 (1745) — продан 1777

### Линейные корабли 4 ранга, 50-пушечные
- Falkland, 50 (1720) — перестроен 1744
- Chatham, 50 (1721) — затоплен в качестве брекватера 1749
- Colchester, 50 (1721) — разобран 1742
- Leopard, 50 (1721) — разобран 1739
- Argyll, 50 (1722) — затоплен в качестве брекватера 1748
- Portland, 50 (1723) — разобран 1743
- Assistance, 50 (1725) — затоплен в качестве брекватера 1745
- Romney, 50 (1726) — продан 1757
- Salisbury, 50 (1726) — блокшив 1744, продан 1749
- Oxford, 50 (1727) — разобран 1758
- Falmouth, 50 (1729) — разобран 1747
- Lichfield, 50 (1730) — разобран 1744
- Greenwich, 50 (1730) — разбился 1744
- Newcastle, 50 (1732) — разобран 1746
- Gloucester, 50 (1737) — повреждён штормом, сожжён чтобы избежать плена 1742
- St Albans, 50 (1737) — разбился 1744
- Severn, 50 (1739) — захвачен французами 1746
- Guernsey, 50 (1740) — разоружён 17690, продан 1786
- Hampshire, 50 (1741) — разобран 1766
- Leopard, 50 (1741) — разобран 1761
- Nonsuch, 50 (1741) — разобран 1766
- Sutherland, 50 (1741) — продан 1770
- Antelope, 50 (1742) — продан 1783
- Dartmouth, 50 (1741) — взорвался 1747
- Woolwich, 50 (1741) — разобран 1747
- Preston, 50 (1742) — разоружён 1748, разобран 1749
- Chester, 50 (1743) — продан 1767
- Harwich, 50 (1743) — бывший Tiger,[8] разбился 1760
- Winchester, 50 (1744) — продан 1769
- Maidstone, 50 (1744) — разбился 1747
- Colchester, 50 (1744) — разбился 1744
- Portland, 50 (1744) — продан 1763
- Falkland, 50 (1744) — передан в службу снабжения 1768
- Salisbury, 50 (1745) — признан негодным 1761
- Advice, 50 (1745) — разобран 1756
- Gloucester, 50 (1745) — разобран 1764
- Norwich, 50 (1745) — продан 1768
- Ruby, 50 (1745) — разобран 1765
- Colchester, 50 (1746) — разобран 1773
- Lichfield, 50 (1746) — разбился 1758
- Panther, 50 (1746) — разобран 1756
- Bristol, (1746) — разобран 1768
- Rochester, (1749) — продан 1770

- Assistance, 50 (1747) — продан 1773.
- Greenwich, 50 (1747) — захвачен французами 1757.
- Tavistock, 50 (1747) — блокшив 1761, разобран 1768.
- Falmouth, 50 (1752) — брошен на мели 1765.
- Newcastle, 50 (1750) — разбился 1761.
- Dartmouth 50 (-) — отменен 1748.
- Severn, 50 (1747) — продан 1759.
- Woolwich 50 (-) — отменен 1748.
- Preston, 50 (1757) — разоружён 1785, разобран 1815.
- Chatham, 50 (1758) — рейдовая служба 1793, переименован Tilbury 1805/10,[9] разобран 1814

### Малые двухдечные (5 ранга)[6]
Корабли ниже строились как 40-пушечные двухдечные. Не считались линейными. Относились к 5 рангу, и не предназначались для линии баталии.
- Установление 1719 г (все перестроены)
- Hector, (1721) — разобран 1742
- Anglesea, (1725) — затоплен в качестве брекватера 1742
- Diamond, (1723) — продан 1744
- Mary Galley, (1727) — разобран 1743
- Ludlow, (1724) — продан 1749
- Pearl, (1726) — продан 1744
- Kinsale, (1724) — разобран 1741
- Lark, (1726) — затонул во время урагана 1744
- Adventure, (1726) — разобран 1741
- Roebuck, (1733) — затоплен в качестве брекватера 1743
- Torrington, (1729) — продан 1744
- Princess Louisa, (1728) — разбился 1736
- Southsea Castle, (1724) — продан 1744
- Eltham, (1736) — разобран 1763

- Dover, (1741) — продан 1763
- Folkestone, (1741) — продан 1749
- Faversham, (1741) — продан 1749
- Lynn, (1741) — продан 1763
- Gosport, (1741) — разобран 1768
- Sapphire, (1741) — превращен в 32-пушечный rasée 1756-58, продан 1784
- Hastings, (1741) — разобран 1763
- Liverpool, (1741) — продан 1763
- Kinsale, (1741) — продан 1763
- Adventure, (1741) — превращен в 32-пушечный rasée 1756-58, продан 1770
- Diamond, (1741) — продан 1756
- Launceston, (1741) — продан 1784
- Looe, (1741) — разбился 1744

### Призы, война 1739—1748
- Princess, 70 (1740) — бывший испанский Princessa захвачен 8 апреля 1740, разоружён 1760, продан 1784
- Vigilant, 58 (1745) — бывший французский Le Vigilant захвачен 19 мая 1745, продан 1759
- Portland’s Prize, 50 (1746) — бывший французский L’Auguste, захвачен 9 февраля 1746, продан 1749
- Mars, 64 (1746) — бывший французский Le Mars захвачен 11 октября 1746, разбился 1755
- Intrepid, 64 (1747) — бывший французский Le Sérieux захвачен 3 мая 1747 в первом бою при м. Финистерре,[10] разобран 1765
- Invincible, 74 (1747) — бывший французский L’Invincible захвачен 3 мая 1747 в первом бою при м. Финистерре, разбился 1758
- Isis, 50 (1747) — бывший французский Le Diamant 56 захвачен 3 мая 1747 в первом бою при м. Финистерре, продан 1766
- Monarch, 74 (1747) — бывший французский Le Monarque, захвачен 14 октября 1747 во втором бою при м. Финистерре, продан 1760
- Terrible, 74 (1747) — бывший французский Le Terrible, захвачен 14 октября 1747 во втором бою при м. Финистерре, разобран 1763
- Fougueux, 64 (1747) — бывший французский Le Fougueux захвачен 14 октября 1747 во втором бою при м. Финистерре, разобран 1759
- Trident, 64 (1747) — бывший французский Trident захвачен 14 октября 1747 во втором бою при м. Финистерре, продан 1763
- Magnanime, 74 (1748) — бывший французский Le Magnanime захвачен 31 января 1748, разобран 1775

#### Другие призы
- Rubis — бывший французский Rubis 52, захвачен 3 мая 1747 в первом бою при м. Финистерре, взят в британскую службу как 26-пушечный корабль 6 ранга.
- Jason, 50 — бывший французский Jason, захвачен 3 мая 1747 в первом бою при м. Финистерре, взят в британскую службу как 44-пушечный 5 ранга.
- Severn — бывший французский Severn 50/56 (исходно британский Severn, взят французами в 1746), отбит 14 октября 1747 во втором бою при м. Финистерре, в Королевском флоте не восстановлен.
- Neptune 70/74 — бывший французский, захвачен 14 октября 1747 во втором бою при м. Финистерре, в Королевском флоте не служил.
- Glory, — бывший испанский Glorioso захвачен 1747, в Королевском флоте не служил.

### Другие корабли
Два 74-пушечных корабля заказаны в январе 1748 в Чатеме и Вулвиче, но по окончании Войны за Австрийское наследство отменены в том же году.

## Линейные корабли 1755—1790 гг

### Линейныекорабли 1 ранга, 100-пушечные
- тип Victory  (Слейд)
  - Victory, 100 (1765) — Большой ремонт 1801−1803, Флагман при Трафальгаре 1805, 1805-08 модернизирован и понижен до 98-пушечного 2 ранга, превращён в блокшив в Портсмуте в 1824, поставлен в сухой док в 1922, в 1920-е годы возвращён к виду 1805 года, числится в строю и хранится в Портсмуте, единственный уцелевший линейный корабль (парусный).[11]
- тип Royal Sovereign  (Уильямс)
  - Royal Sovereign, 100 (1786) — разобран в 1841
- тип Umpire  (Хант)
  - Royal George, 100 (1788) — разобран в 1822
  - Queen Charlotte, 100 (1790) — сгорел в 1800
  - Queen Charlotte, 104 (1810) — переименован в Excellent 1860, разобран в 1892

### Линейныекорабли 2 ранга, 90-98 пушечные
- тип Sandwich  (Слейд)
  - Sandwich, 90 (1759) — плавучая батарея 1780, на приколе 1790, разобран в 1810
  - Blenheim, 90 (1761) — перестроен в 74-пушечный в 1800, разбился в 1807
  - Ocean, 90 (1761) — вариант типа Sandwich , продан 1793
- тип London  (Слейд)
  - London, 90 (1766) — разобран в 1811
- тип Barfleur  (Слейд, на основе Royal William)
  - Barfleur, 90 (1768) — разобран в 1819[12]
  - Prince George, 90 (1772) — разобран в 1839
  - Princess Royal, 90 (1773) — разобран в 1807
  - Formidable, 90/98 (1777) — разобран в 1813
- тип Queen  (Бэйтли)
  - Queen, 90 (1769) — перестроен в 74-пушечный в 1811, разбился 1821
- тип Duke  (Уильямс)
  - Duke, 98 (1777) — разобран в 1843
  - St George, 98 (1785) — разбился 1811
  - Glory, 98 (1788) — разобран в 1825
  - Atlas, 98 (1782) — разобран в 1821
- тип London возобновленный (Слейд)
  - Prince, 98 (1788) — разобран в 1837
  - Impregnable, 98 (1786) — затонул в 1799
  - Windsor Castle 98 (1790) — разобран в 1839
- тип Boyne  (Хант)
  - Boyne, 98 (1790) — загорелся и взорвался в Спитхеде 1 мая 1795
  - Prince of Wales, 98 (1794) — разобран в 1822.

### Линейныекорабли 3 ранга, 80-пушечные
- тип Caesar  (Хант)
  - Caesar, 80 (1793) — в 1814 превращён в блокшив, использовался армией как плавучая казарма в Портсмуте, разобран в 1821

### Линейные корабли 3 ранга, 74-пушечные
- тип Dublin  (Слейд)
  - Dublin, 74 (1757) — Первый британский 74-пушечный, разобран в 1784
  - Norfolk, 74 (1757) — разобран в 1774
  - Lenox, 74 (1758) — затоплен командой 1784
  - Mars, 74 (1759) — продан 1784
  - Shrewsbury, 74 (1758) — признан негодным в 1783
  - Warspite, 74 (1758) — разобран в 1802
  - Resolution, 74 (1758) — разбился 1759
- тип Fame  (Бэйтли)
  - Fame, 74 (1759) — переименован в Guilford ок. 1799, продан 1814
- тип Hero  (Слейд)
  - Hero, 74 (1759) — разобран в 1810
- тип Hercules  (Слейд) — модернизированный тип Hero
  - Hercules, 74 (1759) — продан 1784
  - Thunderer, 74 (1760) — затонул 1780
- тип Bellona  (Слейд)
  - Bellona, 74 (1760) — разобран в 1814
  - Dragon, 74 (1760) — продан 1784
  - Superb, 74 (1760) — разбился 1783
  - Kent, 74 (1762) — продан 1784
  - Defence, 74 (1763) — погиб 1811
- тип Valiant  — модернизированный тип Dublin
  - Valiant (1759) — разобран 1826
  - Triumph (1764) — разобран 1850
- тип Arrogant  (Слейд) — модернизированный тип Bellona
  - Arrogant, 74 (1761) — разобран 1810
  - Cornwall, 74 (1761) — затоплен/сожжён 1780
  - Edgar, 74 (1779) — разобран 1835
  - Goliath, 74 (1781) — перестроен в razée (58-пушечный) 1813, разобран 1815
  - Zealous, 74 (1785) — разобран 1816
  - Audacious, 74 (1785) — разобран 1815
  - Elephant, 74 (1786) — перестроен в razée (58-пушечный) 1818, разобран 1830
  - Bellerophon, 74 (1786) — продан 1836
  - Saturn, 74 (1786) — перестроен в razée (58-пушечный) 1813, разобран 1868
  - Vanguard, 74 (1787) — разобран 1821
  - Excellent, 74 (1787) — перестроен в razée (58-пушечный) 1820, разобран 1835
  - Illustrious, 74 (1789) — разбился 1795
- тип Canada  (Бэйтли)
  - Canada, 74 (1765) — переклассифицирован в 76-пушечный, 1780, блокшив: receiving ship в Чатеме 1810, пороховой магазин 1814, плавучая тюрьма 1826, разобран 1834.
  - Majestic, 74 (1785) — перестроен в razée (58-пушечный) 1813, разобран 1816
  - Orion, 74 (1787) — разобран 1814
  - Captain, 74 (1787) — блокшив: плавказарма новобранцев в Плимуте 1809, сгорел в результате несчастного случая, разобран 1813
- тип Albion  (Слейд)
  - Albion, 74 (1763) — Плавучая батарея 1794, затонул 1797
  - Grafton, 74 (1771) — разобран 1816
  - Alcide, 74 (1779) — разобран 1817
  - Fortitude, 74 (1780) — разобран 1820
  - Irresistible, 74 (1782) — разобран 1806
- тип Ramillies  (Слейд)
  - Ramillies, 74 (1763) — пожар 1782
  - Monarch, 74 (1765) — разобран 1813
  - Magnificent, 74 (1767) — разбился 1804
  - Marlborough, 74 (1767) — погиб 1800
- тип Suffolk  (Бэйтли)
  - Suffolk, 74 (1765) — разобран 1803
- модернизированный тип Ramillies  (Слейд)
  - Terrible, 74 (1762) — затоплен 1781
  - Russell, 74 (1764) — продан 1811
  - Invincible, 74 (1765) — погиб 1801
  - Robust, 74 (1764) — разобран 1817
  - Prince of Wales, 74 (1765) — бывший Hibernia, разобран 1783
- модернизированный тип Suffolk  (Бэйтли)
  - Ajax, 74 (1767) — продан 1785
- тип Royal Oak  (Уильямс)
  - Royal Oak, 74 (1769) — разобран 1815
  - Conqueror, 74 (1773) — разобран 1794[6]
  - Bedford, 74 (1775) — разобран 1817
  - Hector, 74 (1774) — разобран 1816
  - Vengeance, 74 (1774) — разобран 1816
  - Sultan, 74 (1775) — разобран 1816
- тип Egmont  (Слейд)
  - Egmont, 74 (1768) — разобран 1799
- тип Elizabeth  (Слейд)
  - Elizabeth, 74 (1769) — разобран 1797
  - Resolution, 74 (1770) — разобран 1813
  - Cumberland, 74 (1774) — разобран 1804
  - Berwick, 74 (1775) — захвачен французами 1795, отбит и затонул, 1805
  - Bombay Castle, 74 (1782) — разбился 1796
  - Powerful, 74 (1783) — разобран 1812
  - Defiance, 74 (1783) — разобран 1817
  - Swiftsure, 74 (1787) — захвачен французами 1801, не переименован, отбит при Трафальгаре, 1805, переименован в Irresistible 1805, разобран 1816
- тип Culloden  (Слейд)
  - Culloden, 74 (1776) — погиб 1781
  - Thunderer, 74 (1783) — разобран 1814
  - Venerable, 74 (1784) — погиб 1804
  - Victorious, 74 (1785) — разобран 1803
  - Ramillies, 74 (1785) — разобран 1850
  - Terrible, 74 (1785) — разобран 1836
  - Hannibal, 74 (1786) — захвачен французами 1801
  - Theseus, 74 (1786) — разобран 1814
- тип Alfred  (Уильямс)
  - Alfred, 74 (1778) — разобран 1814
  - Alexander, 74 (1778) — разобран 1819
  - Warrior, 74 (1781) — разобран 1857
  - Montagu, 74 (1779) — разобран 1818
- тип Ganges  (Хант), он же тип Culloden
  - Ganges, 74 (1782) — разобран 1816
  - Culloden, 74 (1783) — разобран 1813
  - Tremendous, 74 (1784) — продан 1897
  - Invincible, 74 (1808) — разобран 1861
  - Minden, 74 (1810) — продан 1861
  - Minotaur, 74 (1816) — переименован в Hermes
- тип Carnatic  построен по образцу французского Courageux (захваченного в 1761)
  - Leviathan, 74 (1790) — блокшив 1816
  - Carnatic, 74 (1783) — блокшив 1805
  - Colossus, 74 (1787) — погиб 1798
  - Minotaur, 74 (1793) — погиб 1810

### Линейные корабли 3 ранга, 64-пушечные
- тип Asia  (Слейд)
  - Asia, 64 (1764) — разобран 1804
- тип Essex  (Слейд) — модернизированный тип Asia
  - Essex, 64 (1760) — продан 1779/99
  - Africa, 64 (1761) — продан 1774
- тип St Albans  (Слейд)
  - St Albans, 64 (1764) — разобран 1814
  - Augusta, 64 (1763) — сожжен 1777
  - Director, 64 (1784) — разобран 1801
- тип Exeter  (Бейтли)
  - Exeter, 64 (1763) — сожжен 1784
  - Europa, 64 (1765) — разобран 1814
  - Trident, 64 (1768) — продан 1816
  - Prudent, 64 (1768) — продан 1814
- тип Ardent  (Слейд)
  - Ardent, 64 (1764) — захвачен 1779, отбит 1782, продан 1784
  - Raisonnable, 64 (1768) — разобран 1815
  - Agamemnon, 64 (1781) — разбился 1809
  - Belliqueux, 64 (1781) — разобран 1816
  - Stately, 64 (1784)
  - Nassau, 64
  - Indefatigable, 64/44 (1784) — разобран 1816
- тип Worcester  (Слейд)
  - Worcester, 64 (1769) — разоружён в Дептфорд 1788, разобран 1816
  - Lion, 64 (1777) — продан на слом 1837
  - Stirling Castle, 64 (1775) — разбился 1780
- тип Intrepid  (Уильямс)
  - Intrepid, 64 (1770) — продан to разобран 1828.
  - Monmouth, 64 (1772) — разобран 1818.
  - Defiance, 64 (1772) — затонул 1780.
  - Nonsuch, 64 (1774) — разобран 1802.
  - Ruby, 64 (1776) — разобран 1821.
  - Vigilant, 64 (1774) — разобран 1816.
  - Eagle, 64 (1774) — разобран 1812.
  - America, 64 (1777) — разобран 1807.
  - Anson, 64 (1781) — превращён в 44-пушечный razée 1794, разбился 1807
  - Polyphemus, 64 (1782) — разобран 1827.
  - Magnanime, 64 (1780) — разобран 1813.
  - Sampson, 64 (1781) — продан на слом 1832.
  - Repulse, 64 (1780) — разбился 1800.
  - Diadem, 64 (1782) — разобран 1832.
  - Standard, 64 (1782) — разобран 1816.
- тип Inflexible  (Уильямс)
  - Inflexible, 64 (1780) — плавучий склад 1793—1795, войсковой транспорт 1800—1807, пороховой магазин в Галифаксе, Новая Шотландия 1809, разобран 1820
  - Africa, 64 (1781) — госпитальное судно 1895—1805, разобран 1814
  - Dictator, 64 (1783) — войсковой транспорт 1798—1803, плавучая батарея 1803—05, войсковой транспорт 1813, разобран 1817
  - Sceptre, 64 (1781) — разбился в Столовой бухте 5 декабря 1799
- тип Crown  (Хант)
  - Crown, 64 (1782) — разоружён 1798
  - Ardent, 64 (1782) — взорвался 1794
  - Scipio, 64 (1782) — разобран 1798
  - Veteran, 64 (1787) — разоружён 1809

### Корабли 4 ранга, 60-пушечные
- тип Edgar  (Слейд)
  - Edgar, 60/64 (1758) — затоплен 1774
  - Panther, 60 (1758) — разобран 1813
  - Firm, 60 (1759) — продан 1791

### Корабли 4 ранга, 50-пушечные
- тип Warwick  (Бейтли)
  - Warwick, 50 (1767) — продан 1802
- тип Romney  (Слейд)
  - Romney, 50 (1762) — разбился 1804
- тип Salisbury  (Слейд) — модернизированный тип Romney
  - Salisbury, 50 (1769) — разбился 1796
  - Centurion, 50 (1774) — затонул 1824, поднят, разобран 1825
- тип Portland  (Уильямс)
  - Portland, 50 (1770) — продан 1817
  - Bristol, 50 (1775) — разобран 1810
  - Renown, 50 (1774) — разобран 1794
  - Isis, 50 (1774) — разобран 1810
  - Leopard, 50 (1790) — разбился 1814
  - Hannibal, 50 (1779) — захвачен французами 1782
  - Jupiter, 50 (1778) — разбился 1808
  - Leander, 50 (1780) — захвачен французами 1798, захвачен русскими 1799, возвращён Британии, превращён в госпитальное судно 1806, переименован в Hygeia 1813, продан 1817
  - Adamant, 50 (1780) — разобран 1814
  - Assistance, 50 (1781) — разбился 1802
  - Europa, 50 (1783) — продан 1814
- тип Experiment  (Уильямс)
  - Experiment, 50 (1774) — захвачен французами 1779
  - Medusa, 50 (1785) — разбился 1798
- тип Grampus  (Хант)
  - Grampus, 50 (1782) — разобран 1794
  - Cato, 50 (1782) — пропал без вести 1782
- тип Trusty  (Хант)
  - Trusty, 50 (1782) — разобран 1815

### Призы
- Alcide, 64 (1743, бывший французский Alcide, захвачен 1755)
- Lys, 64 (1746, бывший французский Lys, захвачен 1755)
- Duc d’Aquitaine, 64 (1754, бывший французский Duc d’Aquitaine, захвачен 1757)
- Foudroyant, 80 (1750, бывший французский Foudroyant, захвачен 1758)
- Raisonnable, 64 (1756, бывший французский Rainsonnable, захвачен 1758)
- Bienfaisant, 64 (1754, бывший французский Bienfaisant, захвачен 1758)
- Belliqueux, 64 (1756, бывший французский Belliqueux, захвачен 1758)
- Modeste, 64 (1759, бывший французский Modeste, захвачен 1759)
- Centaur, 74 (1757, бывший французский Centaure, захвачен 1759)
- Temeraire, 74 (1749, бывший французский Téméraire, захвачен 1759)
- Formidable, 80 (1751, бывший французский Formidable, захвачен 1759)
- Courageux, 74 (1753, бывший французский Courageux, захвачен 1761)
- Belleisle, 64 (1760, бывший французский Belleisle, захвачен 1761)
- Saint Ann, 64 (1759, бывший французский Saint Ann, захвачен 1761)
- San Antonio, 70 (1761, бывший испанский San Antonio, захвачен 1762)
- Prince William, 64 (бывший испанский Guipuscoana, захвачен 1780)
- Gibraltar, 80 (1749, бывший испанский Fenix, захвачен 1780) — разобран 1836
- Princessa, 70 (1750, бывший испанский Princessa, захвачен 1780)
- Monarca, 70 (1756, бывший испанский Monarca, захвачен 1780)
- Diligent, 70 (1756, бывший испанский Diligente, захвачен 1780)
- San Miguel, 70 (1773, бывший испанский San Miguel, захвачен 1780)
- Prothee, 64 (1772, бывший французский Protée, захвачен 1780)
- Princess Caroline (бывший голландский, захвачен 1780) — Затоплен 1799
- Rotterdam, 50 (бывший голландский, захвачен 1781) — продан 1806
- Caesar, 74 (бывший французский César, захвачен 1782) — Взорвался 1782
- Hector, 74 (1755, бывший французский Hector, захвачен 1782)
- Glorieux, 74 (1756, бывший французский Glorieux, захвачен 1782)
- Pegase, 74 (1781, бывший французский Glorieux, захвачен 1782)
- Caton, 64 (1777, бывший французский Caton, захвачен 1782)
- Argonaut, 64 (1779, бывший французский Jason, захвачен 1782)
- Solitaire, 64 (1774, бывший французский Solitaire, захвачен 1782)

## Линейные корабли 1791—1830 гг

### Линейные корабли 1 ранга, 120-пушечные
- тип Caledonia  (Рул)
  - Caledonia, 120 (1808) — переименован в Dreadnought, разобран 1875
  - Britannia, 120 (1820) — разобран 1869
  - Prince Regent, 120 (1823) — Перестроен в винтовой, разобран 1873
  - Royal George, 120 1827) — перестроен в винтовой, разобран 1875
- тип Nelson  ('Сюрвейерский' = Рул и Пик)
  - Nelson, 120 (1814) — 1859-60 срезан до 91-пушечного двухдечного, перестроен в винтовой, в 1867 передан правительству Нового Южного Уэльса, перестроен в учебный, продан 1898, разобран 1928. В качестве линейного корабля не служил.
  - St Vincent, 120 (1815) — продан 1906
  - Howe, 120 (1815) — разобран 1854
- тип Saint George  — расширенный тип Caledonia
  - St George, 120 (1840) — продан 1883
  - Royal William, 120 (1833) — Заложен как 120-пушечный. Сгорел 1899
  - Neptune, 120 (1832) — срезан до двухдечного и перестроен в паровой двухдечный 1859, разобран 1875.
  - Waterloo, 120 (1833) — срезан до 89-пушечного двухдечного и перестроен в паровой 1859, переименован в Conqueror 1862. В 1877 переименован в Warspite служил в качестве учебного в Гринхит/Вулвич. Сгорел 1918.
  - Trafalgar, 120 (1841) — Заложен как 106-пушечный. Продан 1906

### Линейные корабли 1 ранга, 110-пушечные
- тип Ville de Paris  (Хенслоу)
  - Ville de Paris, 110 (1795) — блокшив 1825, разобран 1845.
- тип Hibernia  (Хенслоу) — удлинённый тип Ville de Paris
  - Hibernia, 110 (1804) — Продан 1902
- тип Ocean  (Хенслоу) — удлинённый тип Neptune/Dreadnought
  - Ocean, 110 (1805) — срезан до 80-пушечного двухдечного 1821, блокшив 1831, плавучий угольный склад 1852, разобран 1875

### Линейные корабли 1 ранга, 100/104-пушечные, позже классифицировались как 110-пушечные
- тип Impregnable  (Рул)
  - Impregnable, 104 (1810) — Рейдовый флагман в Плимуте 1839, блокшив-учебный корабль 1862, переименован в Kent 1883, переименован в Caledonia 1891, продан 1906
- тип Trafalgar  (Рул) — модернизированный Impregnable
  - Trafalgar, 100 (1820) — Переименован в Camperdown 1825, плавучий угольный склад в Портсмуте 1860, Переименован в Pitt 1882, продан 1906
- тип Princess Charlotte  (Рул) — модернизированный Impregnable
  - Princess Charlotte, 104 (1825) — Плавучая казарма в Гонконге 1857, продан 1875
  - Royal Adelaide, 104 (1828) — бывший London, блокшив 1869 служил рейдовым флагманом и казармой рекрутов в Плимуте, в Чатем 1891, продан 1905

### Линейные корабли 2 ранга, 98-пушечные
- тип Neptune  (Хенслоу)
  - Dreadnought, 98 (1801) — разобран 1857.
  - Neptune, 98 (1797) — разобран 1818.
  - Temeraire, 98 (1798) — разобран 1838.
- тип Boyne  — построен по образцу Victory Слейда
  - Boyne, 98 (1810) — Переименован в Excellent 1834, разобран 1861
  - Union, 98 (1811) — разобран 1833

### Линейные корабли 2 ранга, 90/92-пушечные
- тип Rodney  (Сеппингс)
  - Rodney, 92 (1833) — Перестроен в винтовой 1860, разобран 1882
  - Nile, 92 (1839) — Перестроен в винтовой 1854, сгорел 1956
  - London, 92 (1840) — Перестроен в винтовой 1858, продан 1884

### Линейные корабли 2 ранга, 84-пушечные
- тип Formidable  (Сеппингс) — по чертежам Canopus (бывший французский Franklin, захвачен в 1798), но отличался конструктивно
  - Formidable, 84 (1825) — Продан 1906
- модернизированный тип Formidable  построен в Индии из тика
  - Ganges, 84 (1821) — Продан 1929
  - Asia, 84 (1824) — Флагман при Наварине, 1827, продан 1908
  - Bombay, 84 (1828) — Перестроен в винтовой 1861, сгорел 1864
  - Calcutta, 84 (1831) — построен в Индии. Продан 1908
  - Monarch, 84 (1832) — разобран 1862—66
  - Vengeance, 84 (1824) — Продан 1897
  - Thunderer, 84 (1831) — Продан 1901
  - Powerful, 84 (1826) — разобран 1860—64
  - Clarence, 84 (1827) — бывший Goliath, сгорел 1884

### Линейные корабли 3 ранга, 80-пушечные
- тип Foudroyant  (Хенслоу)
  - Foudroyant, 80 (1798) — на приколе, учебный артиллерийский корабль, Плимут 1861, продан Wheatley Cobb как учебной корабль юнгов 1897, разбился у Блэкпул Сэндз в ходе агитационного тура 1897
- тип Rochefort  (Барралье)
  - Rochefort, 80 (1814) — разобран 1826[13]
  - Sandwich, 80 (-) — Заказан 1809, заложен в декабре 1809, отменён 1811[14]
- тип Waterloo  (Пик)
  - Waterloo, 80 (1818) — Переименован в Bellerophon 1824, плавучая казарма рекрутов в Плимуте, продан 1892
- тип Cambridge  — по образцу датского Christian VII взятого в 1807
  - Cambridge, 80 (1815) — позже повышен до 82-пушечного, учебный артиллерийский корабль, Плимут 1856, разобран 1869
- тип Indus  — увеличенный по образцу датского Christian VII взятого в 1807
  - Indus, 80 (1839) — Блокшив 1860, рейдовый флагман, Плимут, продан на слом 1898
- тип Hindostan  — увеличенный тип Repulse
  - Hindostan, 80 (1841) — Блокшив 1884 учебный корабль кадетов в Дартмуте, учебный корабль юнг-механиков в Портсмуте, переименован в Fishgard III 1905, продан на слом 1921

### Линейные корабли 3 ранга, 74-пушечные
- тип Brunswick  (Адмиралтейский)
  - Brunswick, 74 (1790) — плавучая тюрьма в Чатеме 1812, пороховой магазин 1814, лазарет в Ширнесс 1825, разобран 1826[15]
- тип Mars  (Хенслоу)
  - Mars, 74 (1794) — Блокшив, плавучая казарма в Портсмуте 1814, разобран 1819[15]
  - Centaur, 74 (1797) — разобран 1819[15]
- тип Courageux  (Хенслоу)
  - Courageux, 74 (1800) — Блокшив, лазарет, Чатем 1814, разобран 1832[15]
- тип Plantagenet  (Рул)
  - Plantagenet, 74 (1801) — разобран 1817[15]
- тип Bulwark  (Рул)
  - Bulwark, 74 (1807) — бывший Scipio, разобран 1826[15]
  - Valiant — заказан 1826, не строился[16]
- тип Ajax [17] — модернизированный тип Valiant 1757 года
  - Ajax, 74 (1798) — сгорел в результате несчастного случая у о. Тенедос 11 февраля 1807[16]
  - Kent, 74 (1798) — Блокшив в Плимуте 1857, разобран 1880[16]
- тип Conqueror  (Хенслоу) — модернизированный Mars
  - Conqueror, 74 (1801) — разобран 1822[16]
- тип Dragon  (Рул)
  - Dragon, 74 (1798) — лазарет в Пемброк 1824, плавучая казарма рекрутов и морской пехоты 1832, переименован в Fame 1842, разобран 1850[16]
- тип Northumberland  — по образцу французского Impetueux взятого в 1794
  - Northumberland, 74 (1798) — лазарет в Ширнесс 1827, разобран 1850[16]
  - Renown, 74 (1798) — госпитальное судно, Плимут 1814, затем Дептфорд(?), разобран 1835(?)[16]
- тип Spencer  (Барралье)
  - Spencer, 74 (1800) — разобран 1822[16]
- тип Achille  — по образцу французского Pompée взятого в 1793
  - Achille, 74 (1798) — Продан на слом 1865[16]
  - Superb, 74 (1798) — разобран 1826[16]
- тип Revenge  — по образцу французского Impetueux взятого в 1794
  - Revenge, 74 (1806) — разобран 1840[16]
- тип Milford  — по образцу французского Impetueux взятого в 1794
  - Milford, 74 (1806) — лазарет в Пемброк 1825, разобран 1846[18]
  - Princess Amelia, 74 (-) — заложен 1 января 1799, отменён в марте 1800[13]
- тип Colossus  (Хенслоу)
  - Colossus, 74 (1803) — разобран 1826[19]
  - Warspite, 74 (1807) — срезан до 50-пушечного фрегата 1840, блокшив 1862, одолжен Морскому Обществу как учебный корабль, сгорел 1876[19]
- тип Fame/Hero  (Хенслоу)
  - Fame, 74 (1805) — разобран 1817[19]
  - Albion, 74 (1802) — лазарет в Портсмуте 1831, разобран 1836[19]
  - Hero, 74 (1803) — Разбился 25 декабря 1811[19]
  - Illustrious, 74 (1803) — Блокшив, брандвахта в Плимуте 1848, госпитальное судно 1853, снова брандвахта 1859, разобран 1868[19]
  - Marlborough, 74 (1807) — разобран 1835[19]
  - York, 74 (1807) — Блокшив, плавучая тюрьма, Портсмут 1819, разобран 1835[19]
  - Hannibal, 74 (1810) — лазарет Плимут 1825, затем Пемброк(?), разобран 1834[19]
  - Sultan, 74 (1807) — Блокшив, плавучая казарма Портсмут 1861, корабль-мишень 1862, разобран 1864[19]
  - Royal Oak, 74 (1809) — Блокшив, плавучая казарма, Бермуда 1825, разобран 1850[19]
- модернизированный тип Carnatic  (с французского Courageux, взятого в 1761)
  - Aboukir, 74 (1807) — Блокшив 1824, продан 1838.
  - Bombay, 74 (1808) — Переименован в Blake 1819, блокшив 1823, разобран 1855.
- тип Swiftsure  (Хенслоу)
  - Swiftsure, 74 (1804) — Блокшив, плавучая казарма, Портсмут 1819, разобран 1845[20]
  - Victorious, 74 (1808) — Блокшив, плавучая казарма, Портсмут 1826, разобран 1861[20]
- тип Repulse  (Рул) — по образцу Talavera, но отличался конструктивно
  - Repulse, 74 (1803) — разобран 1820[20]
  - Eagle, 74 (1804) — Срезан до 50-пушечного фрегата 1831, блокшив в Фалмуте, использовался береговой охраной 1857, учебный корабль в Саутгемптон-уотер 1860, в Ливерпуль 1862, передан отделению Флотского резерва (RNVR) в Мерси 1910, переименован в Eaglet 1918, сгорел 1826, остов продан на слом 1827[20]
  - Sceptre, 74 (1802) — разобран 1821[20]
  - Magnificent, 74 (1806) — Блокшив, плавучая казарма на Ямайке 1823, продан 1843[20]
  - Valiant, 74 (1807) — разобран 1823[20]
  - Elizabeth, 74 (1807) — разобран 1820[20]
  - Cumberland, 74 (1807) — Блокшив, плавучая тюрьма, угольный склад в Чатеме, переименован в Fortitude 1833, в Ширнесс как угольный склад 1856, продан 1870[20]
  - Venerable, 74 (1808) — Блокшив, плавучая церковь в Портсмуте, разобран 1838[20]
  - Talavera, 74 (1818) — набор по методу Сеппингса, ребра меньше обычного — сгорел в результате несчастного случая в Плимуте в октябре 1840, разобран[20]
  - Belleisle, 74 (1819) — Войсковой транспорт 1841, госпитальное судно в Ширнесс 1854, одолжен морскому госпиталю в Гринвиче 1866—1868, разобран 1872[20]
  - Malabar, 74 (1818) — плавучий угольный склад, Портсмут 1848, переименован в Myrtle 1883, продан 1905[20]
- тип Blake  — удлинённый Leviathan
  - Blake, 74 (1808) — временно плавучая тюрьма в Портсмуте 1814, продан 1816[20]
  - Santo Domingo, 74 (1809) — Продан 1816[20]
- тип Armada . Самый многочисленный тип среди британских крупных кораблей. Всего построено 40 (получили прозвище «Сорок разбойников».)
  - Armada, 74 (1810)- продан 1863[21]
  - Cressy, 74 (1810) — в 1827 планировался к перестройке в 50-пушечный фрегат, вместо этого разобран 1832[21]
  - Vigo, 74 (1810) — Блокшив, плавучая казарма, Плимут, разобран 1865[21]
  - Vengeur, 74 (1810) — Блокшив as плавучая казарма 1824, разобран 1843[21][22]
  - Ajax (1809) — Превращен в 60-пушечный винтовой, блокшив 1847, разобран 1864[21]
  - Conquestador, 74 (1810) — Срезан до 50-пушечного фрегата 1831, блокшив пороховой магазин Военного Кабинета в Перфлит 1856, пороховой склад в Плимут 1863, продан 1897[21]
  - Poictiers, 74 (1809) — разобран 1857[21]
  - Berwick, 74 (1809) — разобран 1821[21]
  - Egmont, 74 (1810) — плавучий склад в Рио-де-Жанейро 1863, продан 1875[21]
  - Clarence, 74 (1812) — Переименован в Centurion 1826, планировался к сокращению до 50-пушечного фрегата, вместо этого разобран 1828[21]
  - Edinburgh, 74 (1811) — Превращен в 60-пушечный винтовой, блокшив 1852, продан 1866[21]
  - America, 74 (1810) — Срезан до 50-пушечного фрегата 1835, блокшив 1864, разобран 1867[21][22]
  - Scarborough, 74 (1812) — Продан 1836[21]
  - Asia (1811) — Переименован в Alfred, срезан до 50-пушечного фрегата 1828, опытовый артиллерийский корабль в Портсмуте 1858, разобран 1865[21]
  - Mulgrave, 74 (1812) — лазарет в Пемброк 1836, пороховой склад 1844, разобран 1854[21]
  - Anson, 74 (1812) — временный лазарет в Портсмуте 1831, к 1843 в Чатеме, затем плавучая тюрьма в Тасмании, разобран 1851[21]
  - Gloucester, 74 (1812) — Срезан до 50-пушечного фрегата 1835, плавучая казарма в Чатеме 1861, продан 1884[21]
  - Rodney, 74 (1809) — переименован в Greenwich 1827, срезан до 50-пушечного фрегата, переделка вероятно не завершена, продан 1836[21]
  - Hogue, 74 (1811) — Превращен в 60-пушечный винтовой, блокшив 1848, разобран 1865[21]
  - Dublin, 74 (1812) — Срезан до 50-пушечного фрегата 1836, laid up 1845, продан 1885[21]
  - Barham, 74 (1811) — Срезан до 50-пушечного фрегата 1836, разобран 1840[21]
  - Benbow, 74 (1813) — Блокшив, казарма морской пехоты в Ширнесс 1848, плавучая тюрьма для русских 1854, угольный склад 1859, продан на слом 1894[21]
  - Stirling Castle, 74 (1811) — плавучая тюрьма, Плимут 1839, Портсмут 1844, разобран 1861[21]
  - Vindictive, 74 (1813) — срезан до 50-пушечного фрегата 1833, плавучий склад в Фернандо-По 1862, продан 1871[21]
  - Blenheim (1813) — превращен в 60-пушечный винтовой, на приколе 1847, блокшив в Портсмуте, разобран 1865[21]
  - Duncan, 74 (1811) -лазарет в Портсмуте 1826, в Ширнесс 1831, разобран 1863[21]
  - Rippon, 74 (1812) — разобран 1821[21]
  - Medway, 74 (1812) — Блокшив, плавучая тюрьма, Bermuda 1847, продан 1865[21]
  - Cornwall, 74 (1812) — срезан до 50-пушечного фрегата 1830, блокшив, одолжен Лондонскому обществу учебных кораблей в качестве интерната 1859, в Тайн переименован в Wellesley и разоружён 1868, разобран 1875[21]
  - Pembroke (1812) — превращен в 60-пушечный винтовой, блокшив 1855, плавучая база в Чатеме 1873, переименован в Forte 1890, плавучая казарма, снова в Pembroke 1891, продан 1905[21][23]
  - Indus (1812) — Переименован в Bellona 1818, блокшив, плавучая казарма Плимут 1842, разобран 1868[21]
  - Redoubtable, 74 (1815) — разобран 1841[21]
  - Devonshire, 74 (1812) — Блокшив, одолжен морскому госпиталю в Гринвиче как временное госпитальное судно 1849, в Ширнесс, плавучая тюрьма для русских 1854, учебный корабль в Квинсборо Свэйл 1860, разобран 1869[21]
  - Defence, 74 (1815) — плавучая тюрьма в Вулвич 1848, сгорел и разобран 1857[21]
  - Hercules, 74 (1815) — войсковой транспорт 1838, эмигрантское судно 1852, блокшив, армейский плавучий склад в Гонконге после 1853, продан 1865[21]
  - Agincourt (1817) — Блокшив, учебный корабль, Плимут после 1848, переименован в Vigo 1865, холерное госпитальное судно 1866, плавучая казарма Плимут 1870, продан 1884, разобран 1885[21]
  - Pitt, 74 (1816) — Блокшив, угольный склад и плавучая казарма Плимут 1853, в Портленд 1860, снова в Портсмут, разобран 1877[21]
  - Wellington (1816) — бывший Hero, блокшив, плавказарма и плавучий склад в Ширнесс 1848, передан Береговой охране в Ширнесс 1857, Ливерпульской Ассоциации перевоспитания подростков как учебный корабль и переименован Akbar, продан на слом 1908[21]
  - Russell, 74 (1822) — превращен в 60-пушечный винтовой, блокшив 1854-55, Береговой охране в Ширнесс 1858, разобран 1865[21]
  - Akbar 74 (-) — Заложен 4 апреля 1807, отменён 12 октября 1809. Отнесение к данному типу сомнительно[21]
- тип Cornwallis  — тип Armada построенный из тика
  - Cornwallis, 74 (1813) — превращен в 60-пушечный винтовой, блокшив 1854-55, плавучий пирс в Ширнесс 1865, превращён в плавбазу, переименован в Wildfire 1916, разобран 1957[13]
  - Wellesley, 74 (1815) — Блокшив, рейдовый флагман и плавучая казарма в Чатем 1862, в Перфлит как учебный корабль Лондонского Общества перевоспитания подростков и переименован в Cornwall 1868, потоплен Люфтваффе в 1940 (единственный парусный линейный корабль, потопленный воздушной атакой)[13]
  - Carnatic 74 (1823) — угольный склад в Портсмуте 1860, плавучий склад боеприпасов ВоенногоКабинета 1886, возвращён Адмиралтейству 1891, Продан 1914[13][24]
- тип Black Prince [25]
  - Black Prince, 74 (1816) — разобран 1855[13]
  - Melville, 74 (1817) — госпитальное судно в Гонконге 1857, продан 1873[13]
  - Hawke, 74 (1820) — превращен в 60-пушечный винтовой, блокшив 1854-55, разобран 1865[13]
- тип Chatham  — использован набор захваченного франко-голландского Royal Hollandais
  - Chatham, 74 (1812) — Продан 1817[13]
- тип Hastings  — закуплен у Ост-Индской компании в 1819
  - Hastings, 74 (1819) — превращен в 60-пушечный винтовой, блокшив 1855, в Береговой охране 1857, угольная баржа 1870, продан 1885[26]
- неизвестного типа
  - Augusta(?) 74 (-) — Заложен 1806(?) отменён 1810(?)[13]

### Линейные корабли 3 ранга, 72-пушечные
- тип Imaun  — дар Королевскому флоту от имама Муската, 1836
  - Imaun, 70 (1826) — Блокшив на Ямайке, плавучая казарма 1842, разобран 1862/66[26]

### Корабли 4 ранга, 50-пушечные
- тип Antelope  (Хенслоу)
  - Antelope, 50 (1802) — разобран 1845
- тип Diomede  (Хенслоу) — вероятно вариант Antelope
  - Diomede, 50 (1798) — разобран 1815
  - Grampus, 50 (1802) — Продан 1832
- тип Jupiter 
  - Jupiter, 50 (1813) — разобран 1870
- модернизированный тип Jupiter 
  - Salisbury, 50 (1814) — Продан 1837
  - Romney, 50 (1815) — Продан 1845
  - Isis, 50 (1819) — Продан 1867

### Перестроенные Ост-Индские корабли
- Calcutta (1795) — Бывший Warley. Захвачен французами 1805
- Grampus (1795) — Бывший Ceres.
- Hindostan (1795) — Бывший Born.
- Abergavenny (1795) — Бывший Earl of Abergavenny. Продан 1807
- Malabar (1795) — Бывший Royal Charlotte. Затонул 1796
- Glatton (1795) — Затоплен 1830
- Coromandel (1795) — Бывший Winterton. Продан 1813
- Madras (1795) — Бывший Lascelles. Продан 1807
- Weymouth (1795) — Бывший Earl Mansfield. Разбился 1800.
- York (1796) — Бывший Royal Admiral. Разбился 1804[27].
- Ardent (1796) — Бывший Princess Royal. Рейдовая служба с 1812, разобран 1824[27].
- Monmouth (1796) — Бывший Belmont. Рейдовая служба с 1815, разобран 1834[27].
- Agincourt — бывший Earl Talbot. Рейдовая служба с 1809, переименован в Bristol 1812, разобран 1814[27].
- Lancaster (1797) — Бывший Pigot. Продан на слом 1832[27].
- Malabar (1798) — Бывший Cuvera. Переименован в Coromandel 1815, разобран 1853
- Hindostan (1798) — Бывший Admiral Rainier. Переименован в Dolphin 1819, переименован в Justitia 1831, продан 1855

### Призы Революционных войн
- Commerce de Marseilles 120 (1788) — бывший французский, захвачен 29 августа 1793, плавучая тюрьма к 1800, продан 1802[28]
- Pompée, 74 (1791) — бывший французский, захвачен 29 августа 1793, разобран 1817[28]
- Juste, 80 (1784) — бывший французский, захвачен 1 июня 1794, разобран 1811[28]
- Ça Ira, 80 (1784) — бывший французский, захвачен 1 июня 1794, сгорел от несчастного случая 11 апреля 1896.
- Sans Pareil, 80 (1793) — бывший французский, захвачен 1 июня 1794, разоружён 1810, разобран 1842[28]
- Impétueux, 74 (1788) — бывший французский America, захвачен 1 июня 1794, разобран 1813[28]
- Le Tigre', 80 (1793) — бывший французский, захвачен 23 июня 1795, разобран 1817[28]
- Belleisle, 74 (1788) — бывший французский Formidable, захвачен 23 июня 1795, сражался при Трафальгаре, разобран 1814[28]
- Overyssel, 64 — бывший голландский, захвачен 22 октября 1795, разоружён 1810, продан 1882[28]
- Zealand, 64 — бывший голландский, захвачен 19 января 1796, рейдовая служба 1803, продан 1830[28]
- Dordrecht, 64 — бывший голландский, захвачен 17 августа 1796, рейдовая служба 1804, продан 1823[28]
- Prince Frederick, 64 — бывший голландский Revolutie, захвачен 17 августа 1796, госпитальное судно к 1804, продан 1817[28]
- San Nicolas, 80 (1769) — бывший испанский, захвачен 14 февраля 1797, плавучая тюрьма 1798, продан 1814.
- San Josef, 110 (1783) — бывший испанский, захвачен 14 февраля 1797, учебный корабль к 1837, разобран 1849[28]
- Vryheid, 70 — бывший голландский Vryheid, захвачен 11 октября 1797, плавучая тюрьма 1798, пороховой склад 1802, продан 1811.
- Camperdown, 70 — бывший голландский Jupiter, захвачен 11 октября 1797, плавучая тюрьма 1798, пороховой склад 1802, продан 1817.
- Admiral De Vries, 64 — бывший голландский, захвачен 11 октября 1797, рейдовая служба 1800, продан 1806[28]
- Haarlem, 64 — бывший голландский, захвачен 11 октября 1797, рейдовая служба 1811, продан 1816[28]
- Wassenar, 64 — бывший голландский, захвачен 11 октября 1797, разоружён 1804, продан 1818[28]
- Delft, 64 — бывший голландский Hercules, захвачен 17 августа 1796, госпитальное судно к 1804, продан 1817[28]
- Princess of Orange, 70 — бывший голландский, захвачен 30 августа 1799, рейдовая служба 1806, продан 1822.
- L’Hercule, 84 (1797) — бывший французский, захвачен 11 октября 1797, переделан в войсковой транспорт 1799, пороховой склад 1802, затоплен как брекватер 1822.
- Canopus, 80 (1797) — бывший французский Franklin, захвачен 1 августа 1798, рейдовая служба 1863, продан 1887[28]
- Tonnant, 80 (1789) — бывший французский, захвачен 1 августа 1798, разобран 1821
- Spartiate, 80 (1794) — бывший французский Spartiate, разоружён 1842, разобран 1857
- Donegal, 76 (1794) — бывший французский Hoche захвачен 12 октября 1798, разобран 1845
- Guerrier (1754) — бывший французский Guerrière, захвачен 2 августа 1798, разобран 1810.
- Leyden, 64 — бывший голландский, захвачен 30 августа 1799, плавучая батарея 1805, продан 1815[28]
- Texel, 64 — бывший голландский Cerberus, захвачен 30 августа 1799, продан 1818[28]
- Genereux (1785), 74 (1785) — бывший французский, захвачен 18 февраля 1800, плавучая тюрьма 1805, разобран 1816[28]
- Malta (1795), 84 (1795) — бывший французский Guillaume Tell, захвачен 30 марта 1800, рейдовая служба 1831, разобран 1840[28]
- Athenienne (1800), 64 (1800) — бывший французский Athenien бывший мальтийский, захвачен 30 августа 1798, разбился 1806[28]
- San Antonio(1800), 74 (1800) — бывший французский Saint Antoine исходно испанский, уступлен Франции 1800, захвачен 12 июля 1801, плавучая тюрьма 1804, продан 1828[28]

#### Другие призы — источник данных неизвестен
- Brakel (c. 1784, бывший голландский, захвачен 1796) — продан 1814
- Tromp (c. 1779, бывший голландский, захвачен 1796) — продан 1815
- Alkmaar (c. 1783, бывший голландский, захвачен 11 октября 1797 при Кампердауне) — продан 1815
- Broederschap (c. 1769, бывший голландский, захвачен 1799) — переименован в Broaderscarp, разобран 1805
- Batavier (c. 1779, бывший голландский, захвачен 1799) — разобран 1823
- Beschermer (c. 1784, бывший голландский, захвачен 1799) — продан 1838[29]

### Призы Наполеоновских войн
- французский 74-пушечный тип Le Téméraire:
  - Duquesne, 74 (1788) — бывший французский Le Duquesne, захвачен 25 июля 1803, сел на мель 1804, разобран 1805[30]
  - Implacable, 74 (1800) — бывший французский Le Duguay-Trouin, захвачен 4 ноября 1805, учебный корабль 1805, затоплен 1949[30]
  - Mont Blanc, 74 (1791) — бывший французский Le Mont Blanc, захвачен 4 ноября 1805, разоружён 1811, продан 1819[30]
  - Scipion, 74 (1801) — бывший французский Le Scipion, захвачен 4 ноября 1805, разобран 1819[30]
  - Brave, 74 (1795) — бывший французский Le Brave, захвачен 6 февраля 1806, затонул 1806[30]
  - Maida, 74 (1795) — бывший французский Le Jupiter, захвачен 6 февраля 1806, продан 1814[30]
  - Marengo (бывший французский Marengo, захвачен 1806) — разобран 1816[31]
- французский 74-пушечный тип Le Pluton:
  - Rivoli, 74 (1810) — бывший французский Le Rivoli, захвачен 22 февраля 1812, разобран 1819[32]
- Christian VIII, 80 (?) — бывший датский, захвачен 7 сентября 1807, рейдовая служба 1809, разобран 1838[30]
- Dannemark, 74 (?) — бывший датский, захвачен 7 сентября 1807, продан 1815[30]
- Norge, 74 (?) — бывший датский, захвачен 7 сентября 1807, продан 1816[32]
- Princess Carolina, 74 (?) — бывший датский, захвачен 7 сентября 1807, продан 1815[32]

## Винтовые линейные корабли 1852—1861 гг
- HMS Agamemnon (1852), 91 ор. Продан в 1870 г.
- HMS St. Jean d’Acre (1853), 101 ор. Продан в 1875 г.
- HMS James Watt (1853), 91 ор. Продан в 1875 г.
- HMS Conqueror (1855), 101 ор. Разбился в 1861 г.
- HMS Victor Emanuel (1855), 91 ор. Бывший Repulse. Продан в 1899 г.
- HMS Victoria (1859), 121 ор. Продан в 1892 г.
- HMS Renown (1857), 91 ор. Продан в 1870 г.
- HMS Donegal (1858), 101 ор. Переименован в Vernon в 1886 г., продан в 1925 г.
- HMS Edgar (1858), 91 ор.
- HMS Hero (1858), 91 ор. Продан в 1871 г.
- HMS Duncan (1859), 101 ор. Продан в 1910 г.
- HMS Revenge (1859), 91 ор. 1923
- HMS Howe (1860), 110 ор. Переименован в Impregnable. Продан в 1921 г.
- HMS Gibraltar (1860), 101 ор. Переименован в Grampian в 1888 г., продан в 1899 г.
- HMS Atlas (1860), 91 ор. — разобран 1904
- HMS Anson (1860), 91 ор. — разобран 1904
- HMS Defiance (1861), 91 ор. Продан в 1931 г.

## Линейные корабли, переделанные в винтовые
- HMS Duke of Wellington (1852), 131 пушка. Бывший Windsor Castle, заложен в 1849 году, переделан в винтовой корабль в 1852 году, продан в 1902 году.
- HMS Marlborough (1855), 131 пушка. Переделан в винтовой в 5. 1853 году, продан в 1924 году.
- HMS Royal Sovereign (1857), 16 × 8" пушек, 114 × 32-фн пушек, 1 × 68-фн пушка на шкворне (по проекту). В 1864 году перестроен в башенную батарею: 5 × 300-фн ор. Продан в 1885 году.
- HMS Prince of Wales (1860), переименован в Britannia. Блокшив с 1909 года, продан в 1914 году.